# Olympische Sommerspiele 2024/Leichtathletik – 10.000 m (Männer)
Der 10.000-Meter-Lauf der Männer bei den Olympischen Spielen 2024 in Paris fand am 2. August 2024 im Stade de France statt.

## Aktuelle Titelträger
| Olympiasieger                        | Selemon Barega ( Äthiopien)        | 27:43,22 min | Tokio 2020     |
| Weltmeister                          | Joshua Cheptegei ( Uganda)         | 27:51,42 min | Budapest 2023  |
| Europameister                        | Dominic Lobalu ( Schweiz)          | 28:00,32 min | Rom 2024       |
| Nord-/Zentralamerika-/Karibikmeister | Sean McGorty ( Vereinigte Staaten) | 29:23,77 min | Freeport 2022  |
| Südamerikameister                    | Carlos Díaz ( Chile)               | 28:57,18 min | São Paulo 2023 |
| Asienmeister                         | Ren Tazawa ( Japan)                | 29:18,44 min | Bangkok 2023   |
| Afrikameister                        | Nibret Melak ( Äthiopien)          | 28:52,27 min | Douala 2024    |
| Ozeanienmeister                      | Haftu Strintzos ( Australien)      | 29:17,97 min | Suva 2024      |

## Rekorde

### Bestehende Rekorde
| Weltrekord         | Joshua Cheptegei ( Uganda)   | 26:11,00 min | Valencia, Spanien    | 7. Oktober 2020 |
| Olympischer Rekord | Kenenisa Bekele ( Äthiopien) | 27:01,17 min | Finale Peking, China | 17. August 2008 |

### Rekordverbesserungen
Es wurden während des Wettkampfes ein neuer Olympiarekord sowie drei neue Nationalrekorde aufgestellt.
- Olympiarekord:
  - 26:43,14 min – Joshua Cheptegei (Uganda)
- Nationalrekorde:
  - 26:49,49 min – Thierry Ndikumwenayo (Spanien)
  - 26:50,64 min – Adriaan Wildschutt (Südafrika)
  - 26:58,67 min – Jimmy Gressier (Frankreich)

## Zwischenzeiten
| Zwischenzeit- Marke | Zwischenzeit | Führender        | 1000-m-Zeit |
| ------------------- | ------------ | ---------------- | ----------- |
| 1000 m              | 2:43,1 min   | Selemon Barega   | 2:43,1 min  |
| 2000 m              | 5:22,7 min   | Yomif Kejelcha   | 2:39,6 min  |
| 3000 m              | 8:02,1 min   | Selemon Barega   | 2:39,4 min  |
| 4000 m              | 10:43,8 min  | Yomif Kejelcha   | 2:41,7 min  |
| 5000 m              | 13:23,2 min  | Berihu Aregawi   | 2:39,4 min  |
| 6000 m              | 16:04,8 min  | Selemon Barega   | 2:41,6 min  |
| 7000 m              | 18:45,5 min  | Yomif Kejelcha   | 2:40,7 min  |
| 8000 m              | 21:33,5 min  | Mohammed Ahmed   | 2:48,0 min  |
| 9000 m              | 24:16,9 min  | Berihu Aregawi   | 2:43,4 min  |
| 10.000 m            | 26:43,14 min | Joshua Cheptegei | 2:26,2 min  |

## Ergebnisse
| Rang | Athlet                        | Nation               | Zeit (min) | Anmerkung |
| ---- | ----------------------------- | -------------------- | ---------- | --------- |
| 1    | Joshua Cheptegei              | Uganda               | 26:43,14   | OR        |
| 2    | Berihu Aregawi                | Äthiopien            | 26:43,44   |           |
| 3    | Grant Fisher                  | Vereinigte Staaten   | 26:43,46   | SB        |
| 4    | Mohammed Ahmed                | Kanada               | 26:43,79   | SB        |
| 5    | Benard Kibet                  | Kenia                | 26:43,98   | PB        |
| 6    | Yomif Kejelcha                | Äthiopien            | 26:44,02   |           |
| 7    | Selemon Barega                | Äthiopien            | 26:44,48   |           |
| 8    | Jacob Kiplimo                 | Uganda               | 26:46,39   | SB        |
| 9    | Thierry Ndikumwenayo          | Spanien              | 26:49,49   | NR        |
| 10   | Adriaan Wildschutt            | Südafrika            | 26:50,64   | NR        |
| 11   | Daniel Mateiko                | Kenia                | 26:50,83   |           |
| 12   | Nico Young                    | Vereinigte Staaten   | 26:58,11   |           |
| 13   | Jimmy Gressier                | Frankreich           | 26:58,67   | NR        |
| 14   | Nicholas Kimeli               | Kenia                | 27:23,97   |           |
| 15   | Merhawi Mebrahtu              | Eritrea              | 27:24,25   |           |
| 16   | William Kincaid               | Vereinigte Staaten   | 27:29,40   |           |
| 17   | Birhanu Balew                 | Bahrain              | 27:30,94   | SB        |
| 18   | Jamal Abdelmaji Eisa Mohammed | Refugee Olympic Team | 27:35,92   | PB        |
| 19   | Isaac Kimeli                  | Belgien              | 27:51,52   |           |
| 20   | Jun Kasai                     | Japan                | 27:53,18   |           |
| 21   | Yves Nimubona                 | Ruanda               | 27:54,12   | PB        |
| 22   | Martin Kiprotich              | Uganda               | 28:20,72   | PB        |
| 23   | Abdessamad Oukhelfen          | Spanien              | 28:21,90   |           |
| 24   | Tomoki Ōta                    | Japan                | 29:12,48   |           |
|      | Yann Schrub                   | Frankreich           | DNF        |           |
|      | Rodrigue Kwizera              | Burundi              | DNS        |           |
|      | Célestin Ndikumana            | Burundi              | DNS        |           |